# Nederlandse Luchtvaart Autoriteit
De Nederlandse Luchtvaart Autoriteit (NLA) was een onderdeel van het ministerie van Verkeer en Waterstaat. De NLA was per 1 juni 2000 als gevolg van een reorganisatie afgesplitst van de voormalige Rijksluchtvaartdienst (RLD). Het onderdeel was gevestigd in Hoofddorp. Op 1 juli 2005 ging de NLA op in de Inspectie Verkeer en Waterstaat.
De Nederlandse Luchtvaart Autoriteit (NLA) was verantwoordelijk voor de concrete uitwerking van beleid in nadere regelgeving op het gebied van luchtvaartuigen, operationele zaken, luchtvaartterreinen en vliegend personeel. Daarnaast was de NLA verantwoordelijk voor de toelating van marktpartijen tot de Nederlandse luchtvaart. De NLA deed dit op basis van wettelijk vastgestelde taken, zoals certificering, vergunningverlening, examinering, erkenning en bewijzen van bevoegdheid. Nagegaan werd of activiteiten van bedrijven voldeden aan de voorwaarden van de vergunning. De NLA beheerde ook het luchtvaartuigregister.
Naast de NLA ging in het kader van de reorganisatie van de RLD op 1 mei 2000 de Handhavingsdienst Luchtvaart (HDL) van start. Het derde onderdeel van de nieuwe organisatie betrof de directie Luchtvaartbeleid. Bij het ontwerp van deze nieuwe organisatiestructuur werd ervan uitgegaan dat de drie eenheden helemaal zelfstandig moesten zijn. Belangrijke doelen van de reorganisatie waren functiescheiding, een grotere openheid en een hogere kwaliteit van de overheidsorganisatie.
De NLA en HDL bleven onderdeel van het directoraat-generaal Rijksluchtvaartdienst tot aan de start van de nieuw gevormde Inspectie Verkeer en Waterstaat waarin zij werden opgenomen.